# Culex crybda
Culex crybda är en tvåvingeart som beskrevs av Dyar 1924. Culex crybda ingår i släktet Culex och familjen stickmyggor.
Artens utbredningsområde är Colombia. Inga underarter finns listade i Catalogue of Life.